# Antoni Muntadas
Antoni Muntadas, né en 1942 à Barcelone (Espagne) est un artiste multimédia, parfois également désigné sous le nom d'Antonio Muntadas ou, simplement, de Muntadas.

## Biographie
Après des études d’architecture et d’ingénierie à Barcelone, Muntadas choisit de se consacrer à l’art. Il s'installe à New York (États-Unis) en 1971.
Muntadas fut chercheur  au Center for Advanced Visual Studies du Massachusetts Institute of Technology (MIT), de 1977 à 1984, et est actuellement professeur invité du MIT Visual Arts Program. Son travail a été largement exposé, entre autres au Museum of Modern Art, à la Biennale de Venise, à la Biennale de Paris en 1975, aux Documenta VI et X, à la Biennale de Sao Paulo ou à la Biennale de la Havane.
Ses œuvres sont le plus souvent interactives. En 1995, une mention du festival Ars Electronica honorait The File Room. C'est un projet novateur et toujours en cours d'art en ligne, lancé en 1994, qui fonctionne à la fois dans l'espace de l'exposition et sur internet. Il consiste en une base de données ouverte où sont répertoriés les cas de censure. Une autre œuvre sur le long terme, On Translation, traite des notions de la langue et de la traduction, de l'interprétation et de la transcription. Le projet a été réalisé sous diverses formes, entre autres plusieurs  expositions différentes et un site Web hébergé par un site de référence d'art en ligne, äda'web.
Il reçoit en 2005 le prix national d'arts plastiques (Espagne).

## Projets
Projets les plus notables entre 1971 et 2019:
- 1971. Los subsentidos
- 1971. Vacuflex
- 1971. Homenaje a Picasso
- 1971. Experiencia 4
- 1971. Formes al carrer
- 1971. Manipulables
- 1971. Piano táctil
- 1971. Columna de materiales
- 1971. Experiencia 1 A
- 1971. Experiencia 1 B
- 1971. Cámara subsensorial
- 1971. Escalera táctil
- 1971. Experiencia 2
- 1971. Espacio (Acción-Interacción)
- 1971. Acciones subsensoriales 1
- 1971. Mensaje Experiencia 3
- 1972. Experiencia 5 (comunicación táctil)
- 1972. Poema táctil
- 1972. Estructura táctil móvil
- 1972. Localización Bolsas
- 1972. West – Side
- 1972. Acción Bolsas (Wall Street)
- 1972. Sensorial Way
- 1972. Escala subsensorial
- 1972. Polución audiovisual
- 1972. Reconeixement d’un espai
- 1972. Mano -Pelota – Pared
- 1972. Eines Raumes
- 1972. Reconocimiento de un cuerpo
- 1972. Experincia Parcel Post
- 1972. Experiencia Sangría – Films - Slides
- 1972. Propuesta MORI’S FORM
- 1972. Acción TV
- 1972. Recognition of a Terrain
- 1972. Experiencia 7
- 1972. 2 pulsos / 2 latidos
- 1972. Mano derecha / Mano izquierda
- 1972.Transformaciones
- 1972. Huellas corporales
- 1972. Reconocimiento táctil de un cuerpo
- 1972. Actions
- 1972. La Vanguardia
- 1972. Tactile Recognition of a Body
- 1972. La piel y veinte materiales
- 1972. Mensaje
- 1973. Propuesta de INFORMACIÓ < D’ARTCONCEPT
- 1973. Acciones
- 1973. About 405 East
- 1973. 13 Street
- 1973. Proyecto: 4 elementos
- 1973. Tactile Box
- 1973. Serie de acciones nº3 (acciones liberadoras)
- 1973. Anuncios por palabras
- 1973. Concierto Sensorial / Concert Sensorial / Sensorial Concert
- 1973. Reflexões sobre a norte
- 1973. Arts Awareness II
- 1973. Presión
- 1973. ARTE↔LIFE
- 1973-1974. Mercados, Calles, Estaciones
- 1974. Celebration of the Senses
- 1974. TV / FEB 27 / 1 PM
- 1974. Confrontations
- 1974. Retratos a 11/1/74
- 1974. Mexico D.F.
- 1974. Five Senses
- 1974. About (2) “228.30.54”
- 1974. Smelling Areas
- 1974. Cadaqués – Canal Local
- 1974. Homenaje a Salvadro Allende
- 1974. Diario 10 – 22 diciembre
- 1974. ARTE↔LIFE
- 1974. Emisión / Recepción
- 1974. Confrontation
- 1974. Cadaqués, Canal local
- 1974. Diario 10 - 22 diciembre
- 1974. Arte D vida
- 1974. Smelling Areas
- 1975. Biography
- 1975. Espacio / Situación
- 1975. Transfer
- 1975. Emissió/Recepció
- 1975-1976. Acción / Situación: Hoy. Proyecto A Través De Latinoamérica
- 1975 -1980. Pamplona - Grazalema
- 1976. N / S / E / O
- 1976. Barcelona Distrito Uno
- 1976-2009. Retrat de Pep Suñol
- 1977. Bars
- 1977. Snowflake
- 1977. Liège 12/9/77
- 1978. On Subjectivity
- 1978. Yesterday / Today / Tomorrow
- 1978-1979. Two Landscapes
- 1978-… On Translatiorn: Sicherheitsvorschriften
- 1979. Between The Lines
- 1979. Dos Colores
- 1980. La Televisión
- 1980. Dialogos
- 1980. Personal / Public
- 1981. Rambla 24 H
- 1981. Picturephone
- 1981. Transmission MIT
- 1981. Media Eyes
- 1981. Watching the Press / Reading 1981. Television
- 1981. Wet and Dry
- 1982. Drastic Carpet
- 1982. Media Ecology Ads
- 1982-2006. Selling the Future
- 1982-2007. Media Sites / Media Monuments
- 1982-2010.The Close-Up Series1982-1992. Stadium
- 1983. Nord / Sud (Elne)
- 1983. post No Bills / Defense / d’Afficher / Prohibido fijar carteles
- 1983-1985. haute CULTURE I-II
- 1983-1993. Between the Frames: The Forum
- 1984. Credits
- 1984-2008. Political Advertisement
- 1985. Pintar es fácil
- 1985. This is Not an Advertisement
- 1985. Marco / Cadre / Frame
- 1985. Media Hostage S.S.S.
- 1985-1987. Exposición – Exhibition
- 1987. Cross-Cultura Television
- 1987. Slogans
- 1987. The Board Room
- 1987. Quarto do fundo
- 1987. Derrière les Mots
- 1987. TV Générique
- 1987-1988. Nature Mortes
- 1987. Génériques
- 1988. Monumento genéritdo
- 1988. ECU
- 1988. CEE / Heysel
- 1988. Passatges
- 1988. Situación 1988
- 1988. Warnings
- 1988-1989. STANDARTD / Específico – Spécifique – Specific
- 1989. Video is Television?
- 1989. Video is Television?
- 1989.TVE: Primer intento
- 1989. Mirroir / Fauteil / Fenêtre
- 1989. Souvenir de Mirabel
- 1989-1998. CEE Project
- 1989-2011. Stadium I-XV1989-1998.
- 1990. Home / House
- 1990. Stadia / Furniture / Audience
- 1990. Home, Where is Home?
- 1990. The Limousine Project
- 1991. Architektur / Räume / Gesten
- 1991. CEE Print
- 1991. Words: The Press Conference 1991. Room
- 1991. Doppio Senso: Spettato-Re 1991 1991. Osservato o Speculazione 1991. Voyeuristica
- 1991. Contexto
- 1991-2011. Ciudad Museo1991-2011. Ciudad Museo
- 1991. Architektur / Räume / Gesten.
- 1991. Words: The Press Conference Room.
- 1992-1995. Marseille: Mythes et Stéréotypes.
- 1994. The File Room.
- 1994. Portrait.
- 1995. Portraits.
- 1995. La siesta / The Nap / Dutje.
- 1995-2002. On Translation.
- 1998-2000. On Translation: The Audience.
- 1998-2002. On Translation: Comemorações Urbanas.
- 1999. ATENCIÓN: LA PERCEPCIÓN REQUIERE PARTICIPACIÓN.
- 1999-... . On Translation: Warning.
- 1999. On Translation: El Aplauso.
- 1999-2000. Meetings.
- 1999-2004. On Translation: Die Stadt.
- 1999-… On Translation: Warning
- 1999. Muntadas – Media Architecture Installations. [Interom]
- 2000. On Translation: The Adapter
- 2000. On Translation: The Edition
- 2001. On Translation: Il telefonino
- 2001. “Un petit…”
- 2001. On Translation: The  Bookstore
- 2001. On Translation: The Message
- 2002. Estamos condenados al éxito
- 2002. On Translation: The Interview Sibila
- 2002. On Translation: L’Affiche
- 2002. On Translation: The Symbol
- 2003. Dealings
- 2003. Gestes
- 2003. Tout va Bien
- 2003-2006: On Translation: Die Sammlung
- 2004. Lo hecho en México
- 2004. On Translation: On View
- 2004. On Translation: Erinnerungsräume
- 2004. On Translation: La Alameda
- 2004. Space
- 2004. On Translation: TwoSpaces
- 2001. On Translation: The Bookstore.
- 2005. On Translation: I Giardini
- 2005. MD
- 2005. Melitón – Cadaqués
- 2005. On Translation: Listening
- 2005. On Translation: Fear / Miedo
- 2005. Gestes II
- 2005. On Translation: El tren urbano
- 2005. We are Fantastic
- 2005. On Translation: Social Network
- 2005. On Translation: The Internet Project (Automatique)
- 2006. Histoires du Couteau
- 2006. Stuttgart (for H.H.)
- 2006. On Translation: Die Schlage
- 2006. Bienvenido Mister Marshall
- 2006. Morgen Toiletten
- 2007. Cuide la pintura
- 2007. On Translation: Miedo / Jauf
- 2007. Projecte / Proyecto / Project
- 2007. Quejas
- 2008. Cercas.
- 2008: On Translation: Lloc
- 2008. The Construcion of Fear
- 2008. Situation #7 / #10 / #13 / #17 / #21 / #25 / #31
- 2008. Aqua…Quo Vadis?
- 2008. On Translation. Petit et Grand
- 2009. Himne dels Himnes
- 2009. Mirar / Ver / Percibir
- 2009. On Translation: Celebracions
- 2009. On Translation: Vuitton
- 2009. En tiempos de crisis
- 2010. Fear, Panic, Terror
- 2010. On Translation: Miedo I y II
- 2010. On Translation: Açik Radyo (Myths & Stereotypes)
- 2010. The New York Times Magazine / April 20. 1980
- 2011. Alphaville e outros
- 2011. About Academia
- 2011. On Translation: Stand by Moscow
- 2011. On Translation: Warning / ВНИМАНИЕ
- 2011. Situación 2011
- 2011-2012. Carteras sin ministro
- 2012. Salt & Sugar…No sugar, No salt
- 2012. Warum?
- 2012. Ordeal of Picasso's heirs. The New York Times Magazine. April 20th, 1980
- 2013. ¡DICHO Y HECHO!
- 2013. …quien la hace la paga…que cada uno aguante su vela…
- 2013. Aller/Retour. Citoyenneté et déplacements
- 2013. How Much?
- 2013. Maqueta para “monumento al whisky"
- 2013. On Translation: Go Round
- 2013. On Translation: Segurity
- 2013. On Translation: Warning
- 2013. Protocolli Veneziani I
- 2014. ...Baixa a bola!
- 2014. Asian Protocols: Cartographies
- 2014. Asian Protocols: Fragments
- 2014. Blackboard Dialog: Redefining 2014. Asian Protocols
- 2014. Good News!
- 2014. KJE?
- 2014. Nessuno come noi
- 2014. On Translation: Cimitero
- 2014. On Translation: FIFA
- 2014. On Translation: Pille, 2006-2014
- 2014. PARA QUEM?
- 2014. Public/Private Space [Seoul, Tokyo, Beijing]
- 2015. Dérive Veneziane
- 2015. Dérive Veneziane: The Edition
- 2015. Prohibido Prohibir
- 2016. Asian Protocols: [School]
- 2016. Textbooks
- 2016. In Girum Revisited
- 2016. On Translation: Abroad
- 2016. On Translation: Himnes
- 2017. Architektur / Räume / Gesten II
- 2017. Media Sites / Media Monuments: Roma
- 2017. On Translation: Strand
- 2017. Palabras, Palabras…
- 2017. Projectes / Propostes. Proyectos / Propuestas. Projects / Proposals
- 2017. Puntuacions
- 2017. Tale padre, tale figlia
- 2017. Media Sites / Media Monuments: Roma
- 2017. Finisterre
- 2017. Guadiana
- 2017. Veni, Vidi, Vici [proyecto especial para el homenaje, con Coralí Mercader
- 2017. In Girum Revisited
- 2017. La conferencia de prensa
- 2018. Asian Protocols: Arroz Conejo (camiseta)
- 2018. What are your concerns?
- 2018. On Translation: Fortune Cookie
- 2018. Finisterre: The Edition
- 2018. Guadiana: The Edition
- 2018. Asian Protocols: The Edition
- 2018. Complicado
- 2018. Complicado (puzzle)

## Multiples
- Fear, Panic, Terror, ensemble de 5 impressions, 60 x 60 cm chacune. Edition limitée de 8 exemplaires et 4 preuves d'artiste. Produit et publié en 2010 par mfc-michèle didier.